# 중국 의례 논쟁

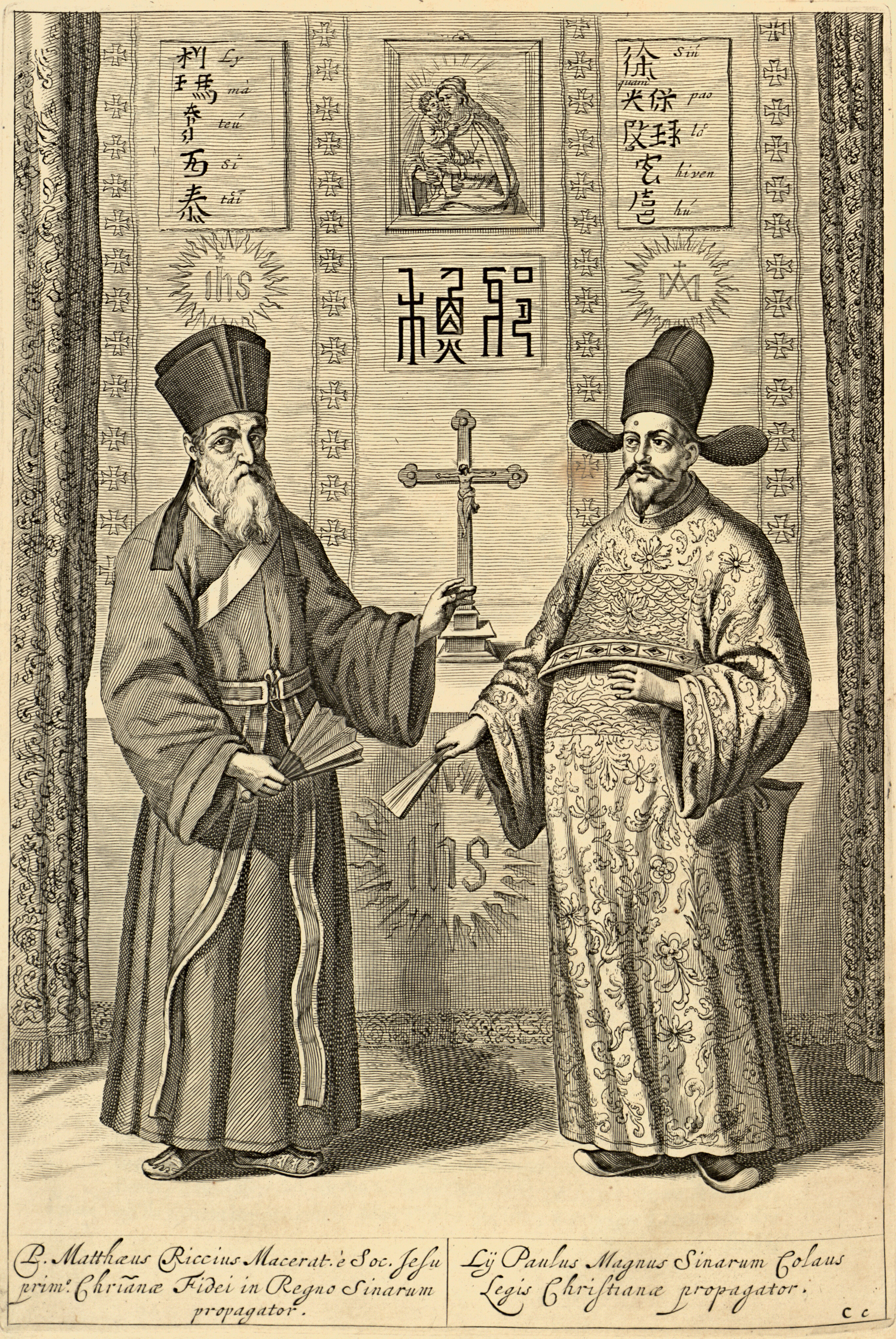

중국 의례 논쟁(中國 儀禮 論爭, 라틴어: Controversia de ritibus)은 로마 가톨릭교회 내에서 초기 중국 전교 과정에서 수도회들 간에 발생한 전통·습관 문제에 관한 논쟁이다.
마테오 리치를 통해 중국에 가톨릭을 처음 전도한 예수회는 유교를 용인(容認)하고, 기독교의 유일신을 천주(天主) 또는 상제(上帝), 천(天, 하늘)이라고 번역하였으며, 공자를 숭배하는 의식을 인정함으로써 중국 고유의 전통·관습 사이의 마찰을 피하였다. 나아가 예수회는 중국에 서구의 학술·공예를 전파하며 문화적 공헌에 앞장서서 명조·청조에게서 우대를 받아 선교의 자유를 누려왔다. 그런데 리치가 죽은 후 1632년에 도미니코회, 1633년에 프란치스코회가 필리핀에서 중국으로 들어가자, 그들은 스페인령인 필리핀에서는 가톨릭을 선교하면서 필리핀 고유의 전통을 무시했던 전력이 있었으므로 예수회의 중국 선교 방침에 반대하였다. 도미니코회와 프란치스코회는 스페인 출신 선교사들이 주를 이루었으며, 예수회는 이탈리아와 포르투갈 출신들이 주를 이루고 있었던 관계로, 이들 수도회의 세력 다툼에 선교사들 사이의 민족 감정 문제까지 겹쳤고, 프랑스의 파리외방전교회는 도미니코회와 프란치스코회 쪽에 가세하게 되자, 중국 내에서 유교적 전통을 어느 정도 용인할 것인가에 대한 문제가 장장 100년간 가톨릭 교회 내에서 뜨거운 논쟁 거리가 되었다.
결국 1715년 교황 클레멘스 11세는 회칙 「Ex Illa Die」를 통해 다음과 같이 유교적 행위들을 금지하기에 이른다.
1. 하느님을 일컫는 라틴어는 「Deus」인바, 중국어 번역어로 「천주(天主)」만을 인정하고 「상제(上帝)」, 「천(天)」은 금지한다. 성당에 「경천(敬天)」이라는 현판을 거는 행위도 금지한다.
2. 가톨릭 신자들 간에는 봄·가을에 공자에게 제사를 지내거나 조상신을 숭배하는 의식을 거행하는 행위는 물론 이를 방관하는 행위도 할 수 없다.
3. 청나라의 관료나 지방 유지라 할지라도 가톨릭으로 개종하였다면 매월 2회 공자에 대한 제례에 참석할 수 없다.
4. 모든 가톨릭 신자는 사찰·사원에 참배하여 조상에게 기도하는 행위를 할 수 없다.
5. 가정에서나, 묘지에서나, 장례식장에서나 조상을 숭배하는 행위를 할 수 없다. 동행자가 비신자라는 이유로도 이런 행위를 할 수 없다.
6. 위에 열거하지 않은 중국 고유의 전통과 관습이 이교의 관습이 아니라면 중국인인 가톨릭 신자가 이를 지키는 것은 상관 없다. 중국의 관습이 가톨릭 신앙에 저촉되는지 여부가 문제되면 1차적 판단은 중국 주재 교황 사절이 하고, 교황 사절이 없을 경우 해당 지역의 주교나 선교지역 책임자에게 그 권한을 일임한다. 결론적으로, 중국의 관습은 가톨릭 신앙에 모순되지 않는 범위 내에서만 인정한다.

1742년 교황 베네딕토 14세는 위 회칙의 결정을 재확인하였다.
이에 청나라는 교황청의 결정이 주권 침해라고 생각하여 가톨릭 선교의 자유를 취소하고 허가제로 바꾸었으며, 조선의 천주교 신자들이 조상 제사를 거부함에 따라 조선에서도 대대적인 천주교 박해가 시작되게 된다.

## 같이 보기
- 기리시탄

## 참고 자료
1. ↑  https://maria.catholic.or.kr/dictionary/term/term_view.asp?ctxtIdNum=3299&keyword=&gubun=01